# Akaji Yūsai
Akaji Yūsai (japanisch 赤地 友哉, Vorname eigentlich Sotoji; geboren 24. Januar 1906 in Kanazawa (Präfektur Ishikawa); gestorben 30. Juni 1984) war ein japanischer Lackkünstler.

## Leben und Wirken
Akaji Yūsai wurde als dritter Sohn eines Herstellers von Schachteln aus Zypressenholz geboren. Im Alter von 16 Jahre begann er eine Ausbildung bei dem Lackkünstler Shimbo Kōjirō  (新保 幸次郎) in Kanazawa. Nach mehr als fünfjähriger Ausbildung begann er mit eigenen Lackarbeiten. Um diese Zeit lernte er die Teezeremonie im Enshū-Stil unter Yoshida Kazuri (吉田 一理).
1928 zog Akaji nach Tokio und nahm zwei Jahre lang Unterricht bei Watanabe Kisaburō II. (渡辺 喜三郎; 1896–1943) im Fach Lackarbeiten. Er bildete sich auch in der Teezeremonie im Enshū-Stil weiter unter Kobori Muneaki (小堀 宗明; 1888–1962) und erhielt den Künstlernamen Tomoya (友哉). Nachdem er 1930 sich selbstständig gemacht hatte, arbeitete er an der Herstellung von Teegeschirr in Kyōbashi und Nihonbashi und arbeitete dann 6 Monate lang unter dem Lackkünstler Uematsu Hōbi (植松 包美; 1872–1933), als es um die Restaurierung des Bildbuchbandes des „Tokugawa Hongenji Monogatari Emaki“ (徳川本源氏物語絵巻) ging. Er schuf auch eine ganze Reihe von „Maki-e“ (蒔絵), also mit Goldstaub belegte Lackarbeiten. Ungefähr zu dieser Zeit trat er der „Tōkyō Lacquering Society“ (東京漆芸会, Tōkyō shitsugei-kai) bei und stellte seitdem auf deren Ausstellungen aus. 1943 wurde er vom „Mitsui Chemicals Meguro Institute“ (三井化学目黒研究所) eingestellt und arbeitete dort.
Nach dem Zweiten Weltkrieg arbeitete Akaji ab 1946 bei der „Ōhira Trading Company“ (大平通商株式会社) und beschäftigte sich dort mit dem Mitsui-Lack. Ab 1953 widmete er sich wieder der eigenen Lackarbeit und stellte 1956 zum ersten Mal auf der „Japan Traditional Crafts Exhibition“ (日本伝統工芸展, Nihon denryū kōgei-ten) aus, und zwar ein Lacktablett (胡桃足膳, Kurumi ashizen) 1959 gewann er auf der 6. Ausstellung für die Schale „Shuwa kabon “ (朱輪花盆) und auf der 7. für „Kuruwa-zō irourushi mori-ki“ (曲輪造彩漆盛器). den Preis des Präsidenten der „Japan Kōgei Association“ (日本工芸会総裁賞, Nihon kōgei-kai sōsai-shō). 1967 wurde er ständiger Direktor der „Japan Kōgei Association“.
1963 stellte Akaji ein „Gebogenes gelbes Lacktablett“ (捲胎黄漆盆) auf der 10. „Japan Traditional Crafts Exhibition“ aus. 1974 wurde er als Lebender Nationalschatz, als Bewahrer der Kyūshitsu-Lacktechnik (髹漆), ausgezeichnet. Ab 1975 lehrte er am „Schulungszentrum des Instituts für Wajima-Lacktechnik der Präfektur Ishikawa“ (石川県立輪島漆芸技術研修所). Er wirkte auch als stellvertretender Vorsitzender der „Japan Cultural Properties Urushi Promotion Society“ (日本文化財漆活会, Nihon bunkazai urushi katsukai). 1977 stellte er die Produktionsprozess seiner Lackwaren in der NHK-Sendereihe „Seikon“ (精魂) – „Geist und Seele“ dar.
Akaji erhielt 1974 die staatliche Ehrenmedaille und 1975  den Orden der aufgehenden Sonne.